# Horquilla (curva)

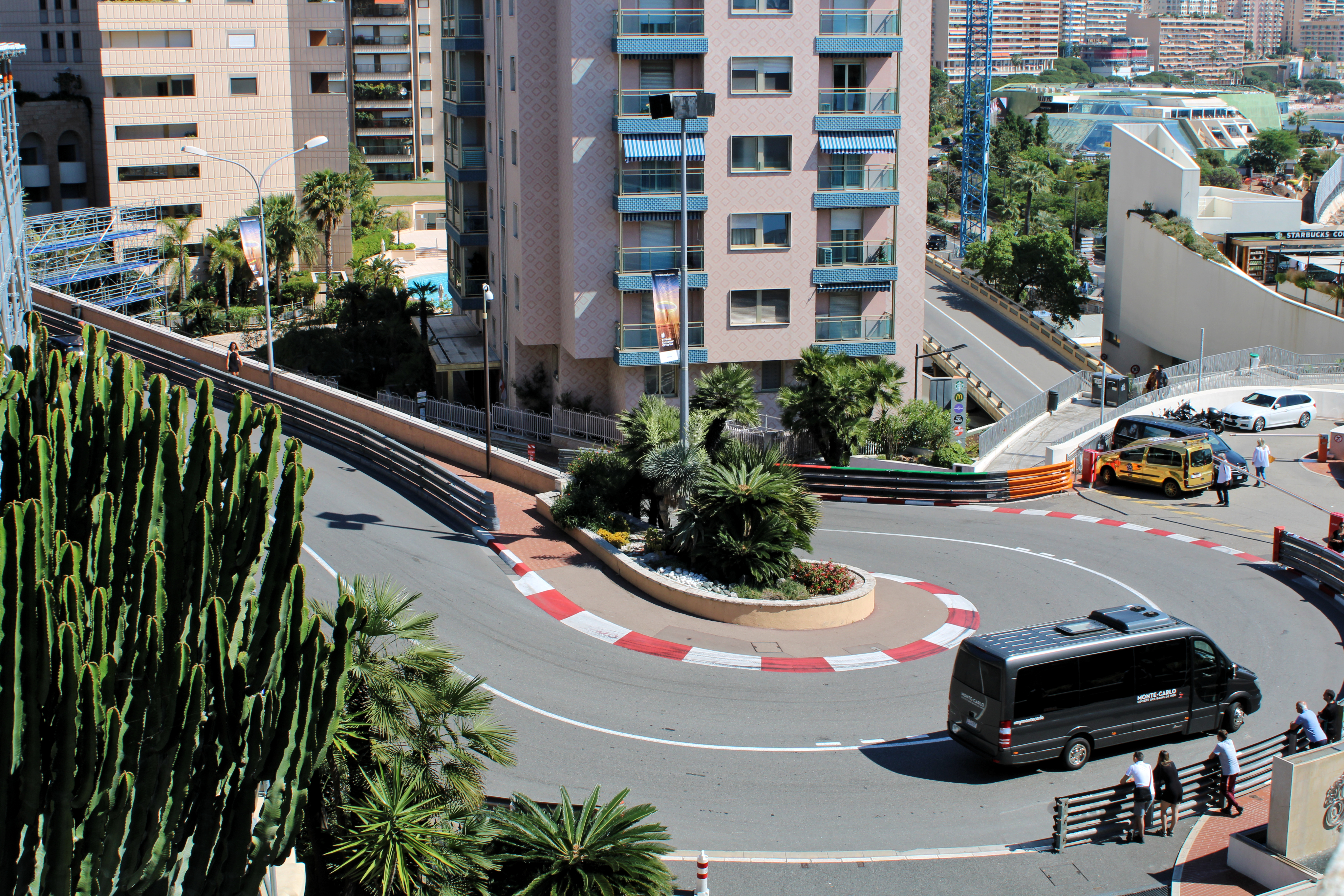
Curva Loews en el circuito del Gran Premio de Mónaco.

Una horquilla, paella o herradura es una curva de una calle o carretera que gira aproximadamente 180° y es muy cerrada. Las pruebas disputadas en pasos de montaña, por ejemplo en rally y carreras de montaña, suelen incluir numerosas horquillas consecutivas. Un circuito de carreras suele tener alguna horquilla. A menudo se ubican después de una recta larga, de manera que la frenada es muy brusca y por tanto facilita los adelantamientos.

## Horquillas famosas
- Curva Loews, del circuito urbano de Mónaco.
- Curva L'Epingle, del circuito Gilles Villeneuve.
- Horquilla de Luffield, del circuito de Silverstone.
- Karrusell, del Nürburgring.
- Horquilla del autódromo Oscar y Juan Gálvez.
- Horquilla de La Source, en el circuito de Spa-Francorchamps.
- Horquilla de Adelaida, en el circuito de Nevers Magny Cours.